# Didymoglossum lenormandii
Didymoglossum lenormandii är en hinnbräkenväxtart som först beskrevs av V. d. Bosch, och fick sitt nu gällande namn av Ebihara och Dubuisson. Didymoglossum lenormandii ingår i släktet Didymoglossum och familjen Hymenophyllaceae. Inga underarter finns listade.
Arten är uppkallad efter den franske botanikern Sébastien René Lenormand.